# Ultrà Desna

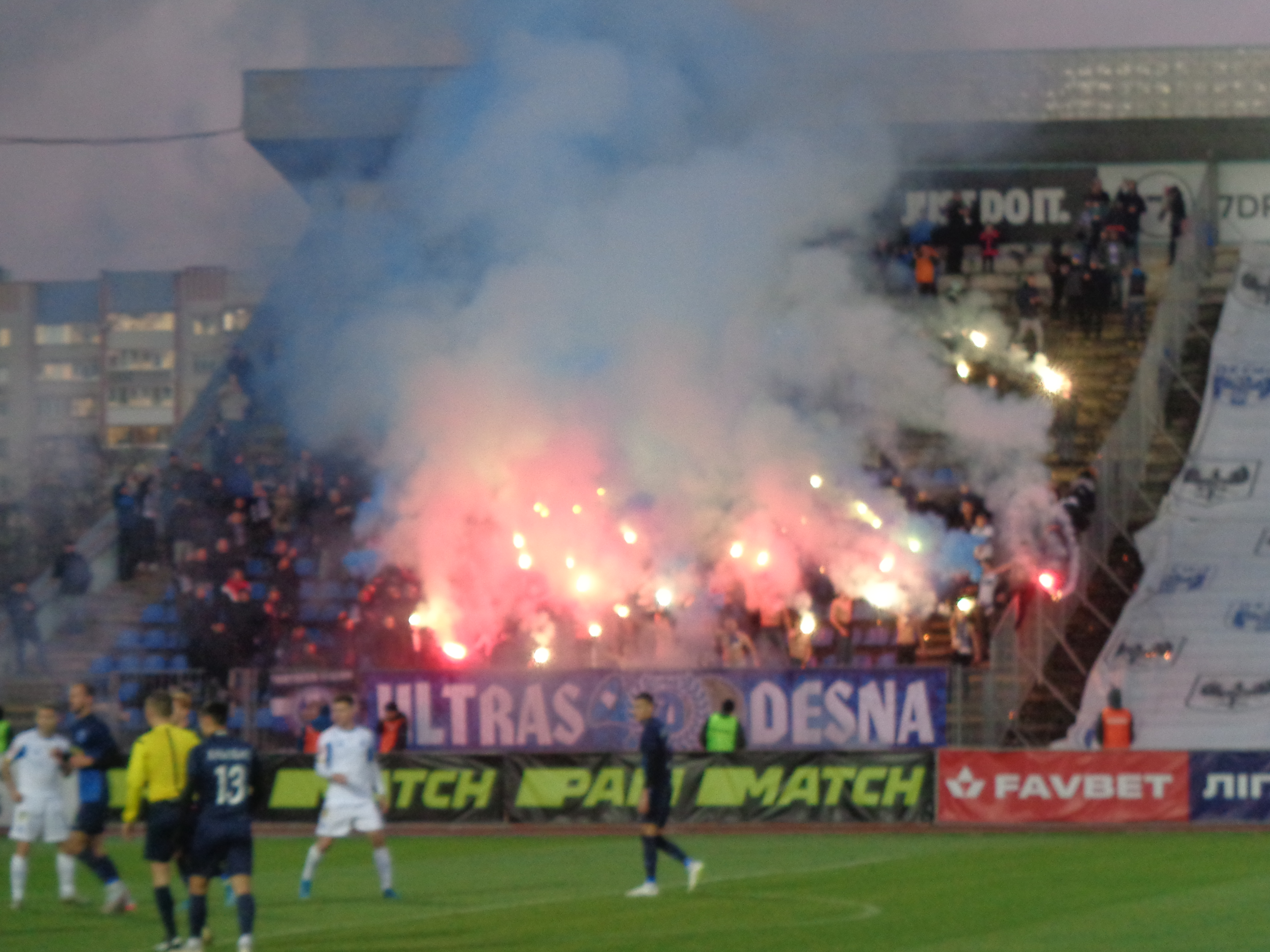
La tifoseria del allo Stadio di Černihiv il 15 dicembre 2019, durante la sfida di campionato contro la Dynamo Kyïv,

La tifoseria della Futbol'nyj Klub Desna Černihiv chiamata precisamente Ultras Desna è stata fondata ad agosto 1990. Sono abbastanza famosi per sostenere e seguire la loro squadra, in casa e fuori. In particolare mostrano una calorosa accoglienza quando la loro squadra entra in uno stadio qualsiasi per giocare sostenendo il club fino alla fine di ogni singola partita. Durante le partite di Desna, l'area tifosi offre una splendida vista dei biancoblu indossati.

## Storia
Nell'Ucraina indipendente, nella prima metà degli anni 2000 si è verificato un aumento significativo delle presenze de tifosi, fino a 6.520 spettatori in media a partita nella stagione 2003/04.
Il numero più alto di presenze alle partite casalinghe del campionato ucraino è stato registrato nella stagione 2007/08, con 6.684, in cui la squadra si è classificata al 4 ° posto nella Perša Liha. Dal 2008, la squadra del club non è mai rimasta senza supporto nelle partite in trasferta. Per otto anni, almeno un tifoso è sempre stato con la squadra, indipendentemente dalle circostanze o dal tempo. 
Nel 2016, un  australiano chiamato Ian Brash è diventato un vero tifoso di Desna e ha viaggiato costantemente dall'Inghilterra all'Ucraina per vedere la squadra giocare in casa e fuori, sostenendo il club.
Nell'agosto 2022, gli Ultras Desna, dopo aver trovato il passaporto russo dell'ex giocatore Oleksandr Masalov, hanno registrato un appello al giocatore, chimandolo traditore e hanno bruciato il passaporto, trovato nello Stadio di Černihiv dopo il bombardamento. Il difensore sinistro, che in precedenza aveva giocato per il Desna, è passato a giocare in Russia per la squadra del Ufa come svincolato.

## Amicizie e rivalità

### Amicizie
- Černihiv
- Dinamo Kiev
- Stal' Alčevs'k
- Arsenal Charkiv
- L'viv
- Prykarpattja
- Dnipro

### Rivalità
- Polіssja Žytomyr
- Čerkaščyna